# 7 dage i maj
7 dage i maj (engelsk: Seven Days in May) er en amerikansk politisk spændingsfilm, der handler om et militærkup mod den amerikanske præsident, der planlægges som reaktion på præsidentens forhandlinger med Sovjetunionen om atomnedrustning. Filmen er instrueret af John Frankenheimer og har blandt andre Burt Lancaster, Kirk Douglas, Fredric March og Ava Gardner på rollelisten. Filmen er baseret på en roman af Fletcher Knebel og Charles W. Bailey II.